# Lucy McBath
Lucia Kay "Lucy" McBath, nata Holman (Joliet, 1º giugno 1960), è una politica e attivista statunitense, membro della Camera dei Rappresentanti per lo stato della Georgia dal 2019.

## Biografia
Nata nell'Illinois, figlia di un'infermiera e di un dentista attivo nel movimento per i diritti civili degli afroamericani e presidente locale del NAACP, Lucy Holman studiò scienze politiche e dopo l'università fu tirocinante nell'ufficio di Douglas Wilder. Nei primi anni novanta si trasferì in Georgia dopo aver trovato lavoro come assistente di volo per la Delta Air Lines.
Insieme al primo marito, Ron Davis, ebbe un figlio di nome Lucien che morì nel 1993 e successivamente scoprì di avere una malattia che le rendeva quasi impossibile portare a termine una gravidanza completa; nel 1995 tuttavia la coppia riuscì ad avere un altro figlio, Jordan Russell Davis. Dopo alcuni anni di matrimonio i Davis divorziarono, ottennero la custodia condivisa del figlio che qualche tempo dopo decise di trasferirsi con il padre in Florida. Lucy inoltre si sposò in seconde nozze con Curtis McBath e ne assunse il cognome. Si ammalò per due volte di cancro al seno, riuscendo a guarire.
Il 23 novembre del 2012, mentre era in auto con tre amici a Jacksonville, Jordan Davis fu ucciso da Michael David Dunn, impiegato quarantacinquenne di etnia caucasica, in seguito ad un diverbio per il volume della musica che ascoltavano i ragazzi. Lucy McBath e l'ex marito Ron Davis si impegnarono così in una complessa battaglia legale per ottenere giustizia per il loro figlio diciassettenne. In aula, Dunn si difese sostenendo di aver agito per legittima difesa in quanto i ragazzi avevano estratto un'arma contro di lui, ma la circostanza non fu provata e non venne trovata nessuna pistola in possesso dei ragazzi; per tutta risposta, la McBath e Davis citarono Dunn per diffamazione nei confronti del figlio deceduto. Al termine del processo Dunn venne ritenuto colpevole dell'omicidio e condannato all'ergastolo.
Lucy McBath lasciò il suo lavoro di hostess e divenne un'attivista per il controllo delle armi; in breve tempo venne nominata portavoce del movimento Moms Demand Action for Gun Sense in America, un'associazione di genitori di vittime della violenza armata. Impegnata politicamente con il Partito Democratico, fu invitata da Hillary Clinton a parlare pubblicamente durante il Comitato nazionale democratico del 2016.
Nel 2018 scese in campo candidandosi alla Camera dei Rappresentanti contro la deputata repubblicana in carica Karen Handel. La campagna elettorale della McBath fu incentrata sulla materia del controllo delle armi e venne considerata un test strategico per esaminare le reazioni dell'elettorato sul tema. Tra le due sfidanti, la Handel era data per favorita, in quanto approdata alla Camera pochi mesi prima, avendo sconfitto in un'elezione speciale il candidato democratico Jon Ossoff, che era riuscito a catalizzare l'attenzione nazionale sulla sua figura raccogliendo circa trenta milioni di dollari in finanziamenti; la McBath d'altro canto era percepita come una candidata con meno chances rispetto ad Ossoff. Nonostante ciò, la McBath si rivelò essere una candidata particolarmente efficace e la sua campagna estremamente personalizzata riuscì a convincere gli elettori: alla fine prevalse sulla Handel con un margine di scarto di poco superiore ai tremila voti e venne eletta deputata. Dedicò la propria vittoria al figlio Jordan e a tutte le famiglie coinvolte in casi di violenza armata. Il successo della McBath rappresentò un evento storico per il suo partito, in quanto il distretto congressuale in cui fu eletta non era rappresentato da un deputato democratico dal 1979.
Fu riconfermata per un secondo mandato due anni più tardi. Nel 2022, una riconfigurazione dei distretti congressuali la pose a concorrere per la rielezione nella stessa circoscrizione della collega Carolyn Bourdeaux. La contesa vide prevalere Lucy McBath, che venne poi rieletta per un terzo mandato.
Ideologicamente, Lucy McBath si è schierata a favore dell'aborto e della riforma del sistema sanitario, esprimendosi a favore di un abbassamento della soglia d'età a cinquantacinque anni per l'accesso al programma Medicare.